# Midões (przystanek kolejowy)
Midões (port: Apeadeiro de Midões) – przystanek kolejowy w Midões (gmina Barcelos), w dystrykcie Braga, w Portugalii. Znajduje się na Linha do Minho. Jest obsługiwany wyłącznie przez pociągi regionalne.

## Historia
Odcinek linii między Nine i Midões na Linha do Minho, został otwarty 1 stycznia 1877. 21 października 1877 linię rozbudowano w kierunku Barcelos.

## Linie kolejowe
- Linha do Minho